# Dennweiler-Frohnbach
Dennweiler-Frohnbach ist eine Ortsgemeinde im Landkreis Kusel in Rheinland-Pfalz. Sie gehört der Verbandsgemeinde Kusel-Altenglan an.

## Geographie
Dennweiler-Frohnbach liegt im Saar-Nahe-Bergland. Zur Gemeinde gehört auch der Wohnplatz Frohnbacherhof. Dennweiler-Frohnbach grenzt im Osten an Oberalben, im Süden und Westen an Körborn und im Norden an die Stadt Baumholder und an den Truppenübungsplatz.

## Geschichte
Dennweiler wurde erstmals 1270 als „Dennewilre“ in einer Urkunde des Heinrich von Veldenz und Geroldseck erwähnt. Frohnbach folgte 1302 als „Vronebach“ in einer Urkunde des Ritters Bertram von Wadenau.
Der Bach Kaueralb (Kuralb, Stegbach) trennte die beiden Orte ursprünglich in verschiedene Herrschaftsbereiche. Dennweiler (links bzw. nördlich des Bachs) gehörte zum Remigiusland, Frohnbach zum Bistum Verdun. Im 12. Jahrhundert wurden beide Gebiete von den Grafen von Veldenz als Vogtei übernommen. Dennweiler unterstand dem veldenzer Amt Lichtenberg, Frohnbach dem Amt Baumholder. 1444 kam die Grafschaft Veldenz, somit auch die beiden Dörfer, an das Herzogtum Pfalz-Zweibrücken. Nach einer Beschreibung des zweibrückischen Gerichtsbezirks Baumholder von 1570/71 wird Dennweiler als Lehen der Herren von Lichtenberg beschrieben, Frohnbach (außerhalb des Gerichtsbezirks) direkt dem Herzog Johann I. unterstand. Dennweiler bestand aus acht, Frohnbach nur aus drei Häusern. Während des Dreißigjährigen Krieges waren beide Dörfer ausgestorben.
Zum Ende des 18. Jahrhunderts waren beide Dörfer der Schultheißerei Konken im zweibrückischen Oberamt Lichtenberg unterstellt.
Nach 1792 hatten französische Revolutionstruppen die Region besetzt und nach dem Frieden von Campo Formio (1797) annektiert. Von 1798 bis 1814 gehörten die beiden Dörfer zum französischen Saardepartement und waren dem Kanton Kusel zugeordnet. 1802 hatten beide Dörfer zusammen 192 Einwohner. Aufgrund der auf dem Wiener Kongress (1815) getroffenen Vereinbarungen und einem Tauschvertrag mit Österreich kam die Region 1816 zum Königreich Bayern. Ab 1818 waren  Dennweiler und Frohnbach dem Landkommissariat Kusel im bayerischen Rheinkreis, später dem Bezirksamt Kusel zugeordnet, aus dem 1938 der Landkreis Kaiserslautern hervorging. In der vom bayerischen König erlassenen Kantonaleinteilung des Rheinkreises vom 17. November 1817 wurden Dennweiler und Frohnbach als Gemeinden einzeln aufgeführt, in einer Beschreibung des Rheinkreises aus dem Jahr 1837 wurden beide Dörfer mit „eine Gemeinde bildend“ bezeichnet.
Im Jahr 2017 wurde eine Fusion mit der Nachbargemeinde Oberalben erwogen. Nach Bewertung der Vor- und Nachteile entschieden die beiden Gemeinderäte in einer gemeinsamen Sitzung am 10. August 2018 einstimmig, diesen Plan nicht weiter zu verfolgen.

## Politik

### Gemeinderat
Der Gemeinderat in Dennweiler-Frohnbach besteht aus sechs Ratsmitgliedern, die bei der Kommunalwahl am 9. Juni 2024 in einer Mehrheitswahl gewählt wurden, und dem ehrenamtlichen Ortsbürgermeister als Vorsitzendem.

### Bürgermeister
Dieter Leonhard wurde im August 2024 Ortsbürgermeister von Dennweiler-Frohnbach. Da bei der Direktwahl am 9. Juni 2024 kein Wahlvorschlag eingereicht wurde, oblag die Neuwahl des Bürgermeisters gemäß rheinland-pfälzischer Gemeindeordnung dem Rat. Auf seiner konstituierenden Sitzung im Juli konnte zunächst kein Bewerber für die Nachfolge des bisherigen Ortsbürgermeisters Lothar Helfenstein gefunden werden, der nicht mehr als Ortsbürgermeister kandidieren wollte. Auf der zweiten Gemeinderatssitzung der laufenden Wahlperiode wurde Dieter Leonhard einstimmig für fünf Jahre zum Ortsbürgermeister gewählt.
Leonhards Vorgänger Lothar Helfenstein hatte das Amt am 2. Juli 2019 übernommen. Da bei der Direktwahl am 26. Mai 2019 kein Bewerber angetreten war, erfolgte die Wahl auch damals durch den Rat. Dieser entschied sich einstimmig für Helfenstein. Vorgänger von Lothar Helfenstein waren Alfred Blaß und Erwin Helfenstein.

### Wappen
| Wappen von Dennweiler-Frohnbach | Blasonierung: „In Silber über zwei grünen Balken, belegt mit fünf silbernen Kugeln 3:2, eine bewurzelte, grüne Tanne.“ |
| Wappen von Dennweiler-Frohnbach | Wappenbegründung: Die Balken mit den Kugeln gehen zurück auf ein Siegel der Ritter von Wadenau, deren Burg bei Frohnbach stand. Die Tanne symbolisiert den Waldreichtum. Das Wappen wurde 1983 durch die Bezirksregierung von Rheinhessen-Pfalz genehmigt. |

## Öffentliche  Infrastruktur
Dennweiler-Frohnbach verfügt über einen Kindergarten sowie ein Dorfgemeinschafts- und Kulturhaus.
Im Süden verläuft die A 62. In Kusel ist ein Bahnhof der Bahnstrecke Landstuhl–Kusel.

## Ehrenbürger
- 16. März 2015: Erwin Helfenstein (1925–2021), Ortsbürgermeister von Dennweiler-Frohnbach (1984–1994), für seine Verdienste um die Heimatgemeinde.[13][14]